# Алта-Виста (Миннесота)
Алта-Виста (англ. Alta Vista) — тауншип в округе Линкольн, Миннесота, США. На 2010 год его население составило 175 человек. Название «Алта-Виста» переводится как «высокий вид», оно было придумано полковником Сэмюэлем Макфэйлом.

## География
По данным Бюро переписи населения США площадь тауншипа составляет 94,6 км² (6 % территории округа), из которых 94,6 км² занимает суша, водоёмов нет. Алта-Виста находится в северо-восточном углу округа Линкольн на границе с округами Йеллоу-Медисин и Лайон.

## Население
По данным переписи 2010 года население Алта-Виста составляло 175 человек (из них 56,6 % мужчин и 45,4 % женщин), было 74 домашних хозяйства и 58 семей. Расовый состав: белые — 100,0 %.
Из 74 домашних хозяйств 71,6 % представляли собой совместно проживающие супружеские пары (24,3 % с детьми младше 18 лет), в 1,4 % домохозяйств женщины проживали без мужей, в 5,4 % домохозяйств мужчины проживали без жён, 21,6 % не имели семьи. В среднем домашнее хозяйство вели 2,36 человека, а средний размер семьи — 2,69 человека.
Население тауншипа по возрастному диапазону распределилось следующим образом: 20,0 % — жители младше 18 лет, 60,0 % — от 18 до 65 лет и 20,0 % — в возрасте 65 лет и старше. Средний возраст населения — 48,9 лет. На каждые 100 женщин приходилось 130,3 мужчины, при этом на 100 совершеннолетних женщин приходилось уже 118,8 мужчин сопоставимого возраста.
В 2014 году из 136 трудоспособных жителей старше 16 лет имели работу 89 человек. медианный доход на семью оценивался в 66 250 $, на домашнее хозяйство — в 61 250 $. Доход на душу населения — 32 091 $.